# Marie Baron
Mietje (Marie) de Puij-Baron (ur. 5 lutego 1908 w Rotterdamie, zm. 23 lipca 1948 tamże) – holenderska pływaczka i skoczkini do wody. Srebrna medalistka olimpijska z Amsterdamu.
Zawody w 1928 były jej drugimi igrzyskami olimpijskimi, debiutowała w 1924. Srebrny medal zdobyła na dystansie 200 metrów stylem klasycznym. Zajęła również czwarte miejsce w skokach dowody z wieży dziesięciometrowej.